# Бражнин, Илья Яковлевич
Илья́ Я́ковлевич Бражни́н (настоящая фамилия Пейсин; 4 [16] февраля 1898, Старица — 9 июня 1982, Ленинград) — русский советский писатель и журналист.

## Биография
Родился в небольшом городке Тверской губернии в семье ремесленника-часовщика. Старший брат, Абрам Яковлевич Пейсин (1894—1954), впоследствии стал известным советским композитором и дирижёром. Другой брат, Лейзер Янкелевич Пейсин, унаследовал ювелирный магазин отца.
Первое стихотворение написал в четырнадцать лет. В июне 1917 году окончил Архангельское реальное училище и поступил работать в редакцию газеты «Известия Архангельского Совета рабочих и крестьянских депутатов», где вскоре опубликовал свой первый фельетон «Царьградские штучки» на антирелигиозную тему, а затем регулярно печатал фельетоны и статьи. В 1920 году вступил в Красную Армию и служил в территориальном округе инструктором Всевобуча и спорта. В 1922 году демобилизовался в Петрограде. В 1922—1924 годах учился на факультете общественных наук Петроградского университета.
С 1921 года сотрудничал в ленинградских газетах и журналах, занимался преимущественно проблемами спорта. 16 лет был штатным сотрудником газеты «Смена», репортером, литературным консультантом, руководителем литературного объединения, которое посещали многие известные впоследствии ленинградские писатели и поэты (Игорь Михайлов, Анатолий Чивилихин, Вадим Шефнер и др.). В ноябре 1939 году участвовал в поездке группы ленинградских писателей в Мурманск для сбора литературного материала к сборнику «Советское Заполярье».
Во время Великой Отечественной войны служил в военных газетах, сначала на Карельском фронте, затем — на южном. За годы войны написал более 600 корреспонденций, статей, памфлетов, листовок и т. д., был награждён орденом Отечественной войны 2 степени, орденом Красной Звезды и медалями.
Печатался в газетах «Правда», «Красная газета», «Ленинградская правда», «Комсомольская правда», а также в журналах «Юный пролетарий», «Красная новь», «Звезда», «Ленинград» и многих других. Впервые как беллетрист выступил в 1928 году с романом о спорте и молодёжи «Прыжок». Автор дилогии «Моё поколение» (1937) и «Друзья встречаются» (1940), пьесы «Крылья» (1948), романа о Н. И. Кибальчиче «Голубые листки» (1957), повестей для детей «Их пятеро» (1931), «Страна желанная» (1955), статей о подвигах лётчиков и пехотинцев на Севере, исторического очерка «Гражданская война и интервенция на Севере» (1941), книги военных очерков «В Великой Отечественной…» (1971). Перевёл с украинского «Энеиду» Ивана Котляревского (1953).
Евгений Шварц записал в мемуарах:
[Бражнин] Принадлежал к тому несчастному разряду писателей, которые лишены дара отличать хорошую литературу от средней. Поэтому не замечал он никакой разницы между своими книжками и теми, что вдруг почему‑то нравятся читателям.

## Список произведений
- Царьградские штучки: фельетон (1917)
- Трилистник: сборник стихов (1923)
- Прыжок: роман (1928)
- Жестокая ступень: роман (1930)
- Их пятеро: повесть (1931)
- Мяч и солнце: повесть (1931)
- Линия бега: повесть (1933)
- Рюшка: повесть (1935)
- Моё поколение: роман (1936)
- Побег: повесть (1936)
- Даша Светлова: повесть (1940)
- Друзья встречаются: роман (1940)
- Гражданская война и интервенция на Севере: исторический очерк (1941)
- Рассказы о силе и ловкости: сборник рассказов (1941)
- Северные богатыри: сборник рассказов (1942)
- Военные рассказы: сборник рассказов (1942)
- Алые майки: сборник (1948)
- Крылья: пьеса (1948)
- Главный конструктор: повесть (1949)
- Светлый мир: роман (1951)
- Страна желанная: повесть (1954)
- Голубые листки: роман (1957)
- Мечта бессмертна: повесть (1957)
- Северная тетрадь: сборник воспоминаний (1958)
- Совсем недавнее: сборник (1958)
- За годами года (1959)
- Сила сильных (1960)
- Он живёт рядом: повесть (1962)
- Сто шагов в сказку: рассказы (1963)
- Сирень на Марсовом поле: роман (1964)
- Как мимолётное виденье: роман (1965)
- Южная тетрадь: записки военного корреспондента (1967)
- Сумка волшебника: сборник (1968)
- В Великой Отечественной: сборник военных очерков (1971)
- Недавние были: сборник (1972)
- Ликующая муза: новеллы, этюды, размышления (1974)